# Esomus danricus
Esomus danricus es una especie de peces Cypriniformes de la familia Cyprinidae.

## Morfología
Los machos pueden llegar alcanzar los 13 cm de longitud total.

## Hábitat
Es un pez de agua dulce.

## Distribución geográfica
Se encuentra en el Pakistán, India, Nepal, Bangladés, Afganistán, Sri Lanka y Birmania.